# ريكاردو براون
ريكاردو براون (22 مايو 1957 بشيكاغو في الولايات المتحدة - ) (بالإنجليزية: Ricardo Brown)‏ هو لاعب كرة سلة أمريكي في مركز هجوم خلفي. لعب مع سان ميغيل بيرمن.

## وصلات خارجية
- ريكاردو براون على موقع سبورتس رفرنس (الإنجليزية)
- ريكاردو براون على موقع كلية كرة السلة في سبورتس رفرنس.كوم (الإنجليزية)
- ريكاردو براون على موقع ريلجم (الإنجليزية)